# Granrudmoen
Granrudmoen este o localitate situată în partea sudică a  Norvegiei, în comuna Øyer din provincia Innlandet, nu departe de Tingberg. Are o suprafață de 1,61 km² și o populație de 1.678 locuitori (2021).. Până la data de 1.1.2020 a aparținut provinciei Oppland.